# Corimelaena harti
Corimelaena harti är en insektsart som beskrevs av Malloch 1919. Corimelaena harti ingår i släktet Corimelaena och familjen glansskinnbaggar. Inga underarter finns listade i Catalogue of Life.